# Uváravichy
Uváravichy (bielorruso: Ува́равічы) o Uvárovichi (ruso: Ува́ровичи) es un asentamiento de tipo urbano de Bielorrusia perteneciente al distrito de Buda-Kashaliova de la provincia de Gómel.
En 2022 el asentamiento tenía una población de 2206 habitantes. Es sede de un consejo rural que incluye el propio asentamiento y siete pedanías, con una población total de 2758 habitantes.
Se conoce la existencia del pueblo en documentos desde 1483, cuando pertenecía al Gran Ducado de Lituania. En 1566 se integró en el voivodato de Minsk, hasta que en la partición de 1772 se incorporó al Imperio ruso, que lo integró en la gobernación de Maguilov. En 1926 pasó a formar parte de la RSS de Bielorrusia, que le dio el estatus de asentamiento de tipo urbano en 1938.
Se ubica unos 15 km al sureste de la capital distrital Buda-Kashaliova, sobre la carretera P130 que lleva a la capital provincial Gómel.